# Музей Редпат
Музей Редпат (фр. Musée Redpath) — музей, часть факультета естественных наук при университете Макгилла в Монреале (Квебек, Канада). Является центром обучения и изучения исследований по истории и многообразии жизни.

## История

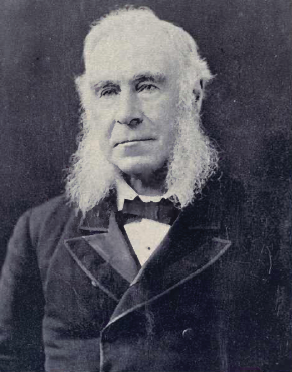
Основатель музея Редпат, Питер (1821—1894).

Один из старейших музеев Канады построен сахарным промышленником Питером Редпатом в 1882 году. Первую экспозицию составила коллекция канадского учёного Уильяма Доусона. В первую очередь музей предназначался для учёных и студентов колледжа и университета Макгилла, а уж потом для студентов естественных наук и публики. В 1952 году музей переориентировался также на школьников, но в 1971 году из-за финансового давления ограничил общественное посещение, сосредоточившись на научных исследованиях и обучении. В 1985—1986 году двери музея Редпат вновь распахнули свои двери для публики.
В музее имеется несколько исследовательских лабораторий и овальная учебная аудитория.

### Здание музея
Здание музея расположено в северо-западной части университета Макгилла, напротив Дома искусств (англ. Arts Building). Его спроектировали Александер Коупер Хатчинсон и А. Д. Стил в неогреческом стиле в соединении с эклектичным викторианским классицизмом.

## Коллекции
Коллекции музея включают собрания из областей палеонтологии, зоологии, минералогии и этнологии общим числом 3 миллиона предметов. Среди них уникальные таксидермические образцы исчезающих и вымерших видов животных, останков древнейших позвоночных и вторая по величине в Канаде коллекция древнеегипетских артефактов.

### Отдел этнологии
В галерее этнологии представлены 2 мумии Нового царства (ок. 1500 до н.э.) и периода Птолемеев (330-30 до н.э.), несколько мумий животных, расписной саркофаг, додинастическая керамика, осколок Розеттского камня (благодаря которому Франсуа Шампольон дешифровал египетские иероглифы).

Также в отделе представлены африканские музыкальные инструменты и маски, предметы доисторического периода.

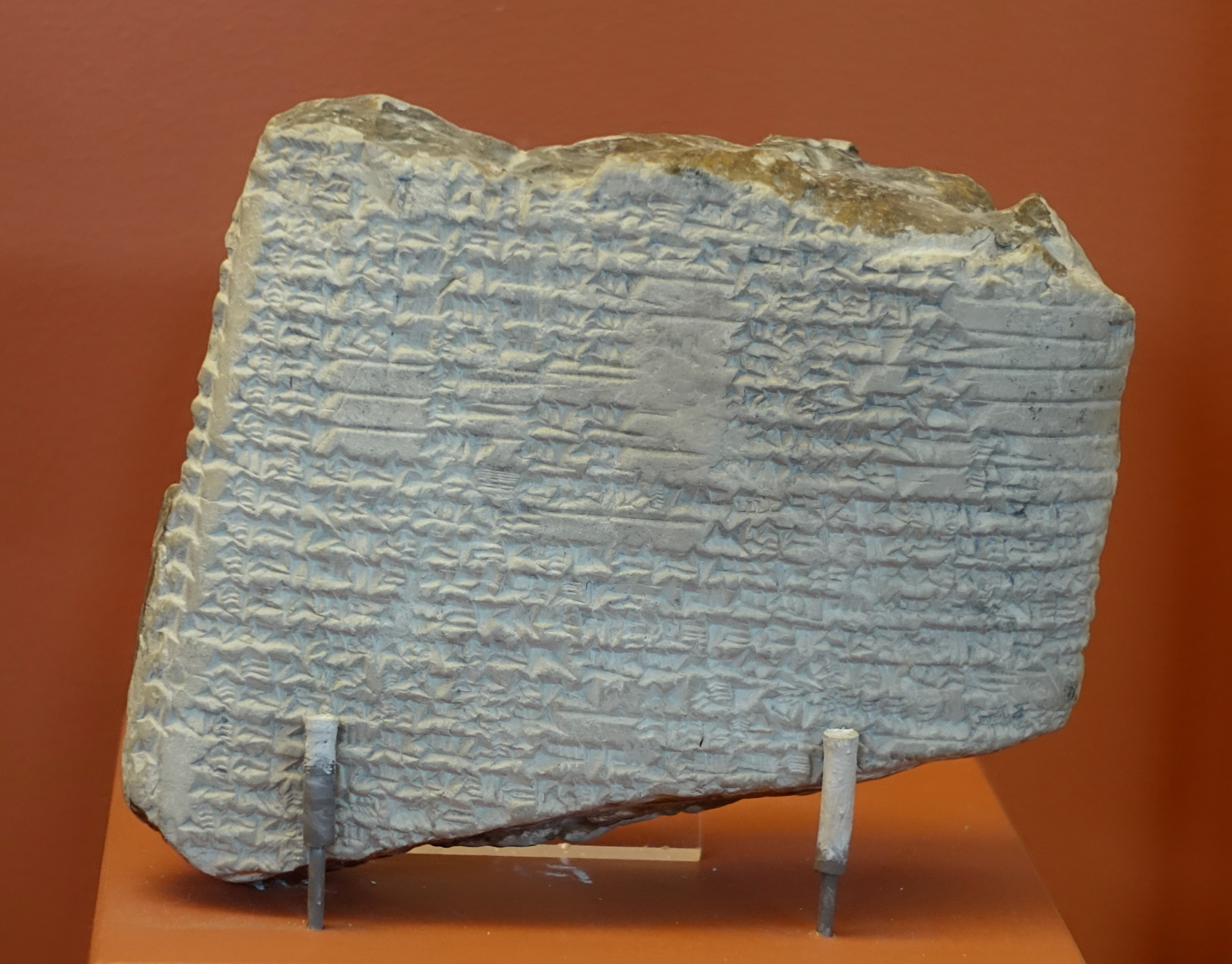
Фрагмент клинописной таблички из Месопотамии.
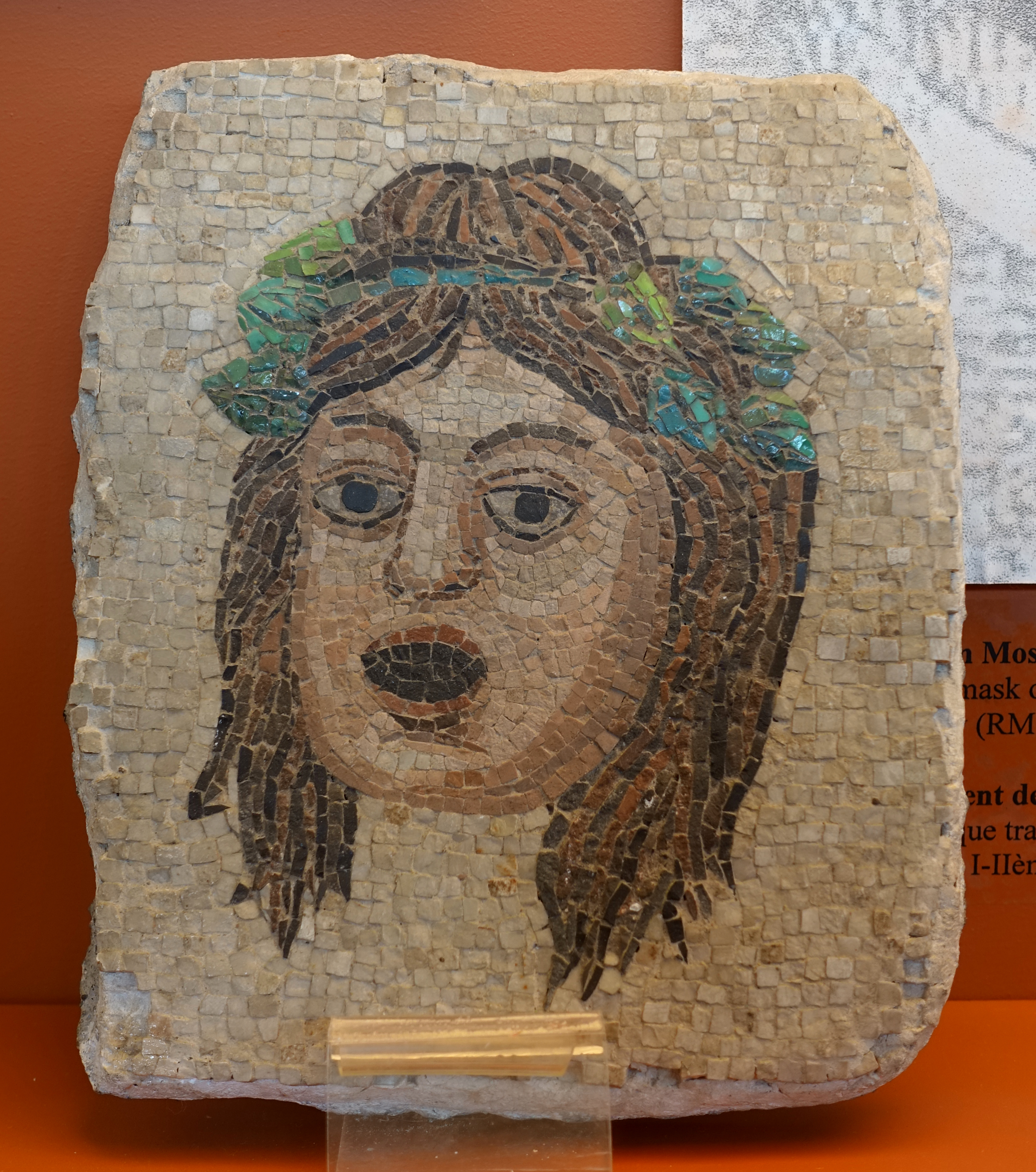
Мозаичное изображение театральной маски. Римская империя, I-II века н.э.
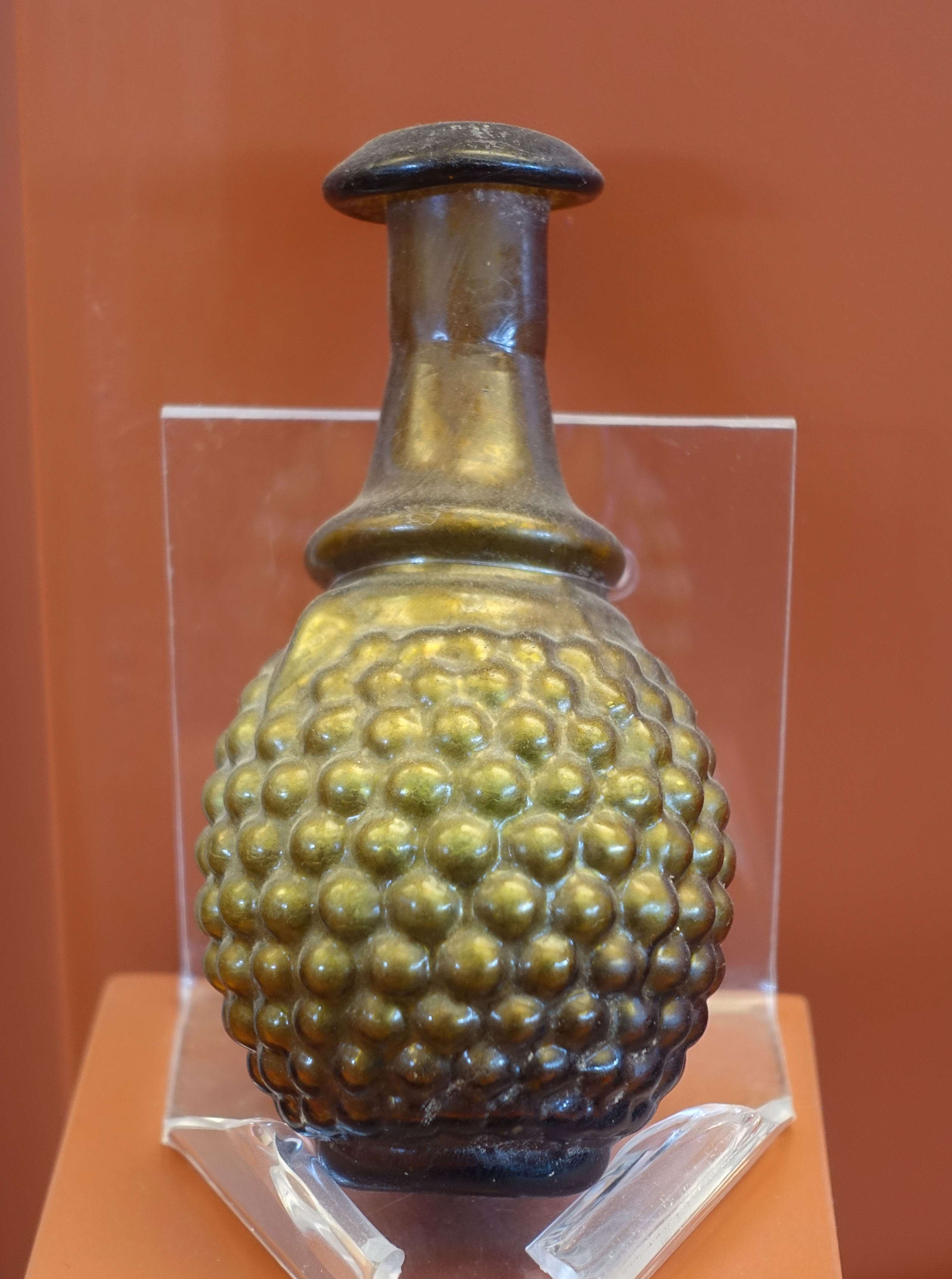
Стеклянный сосуд в виде винограда, Сирия, III век н.э.
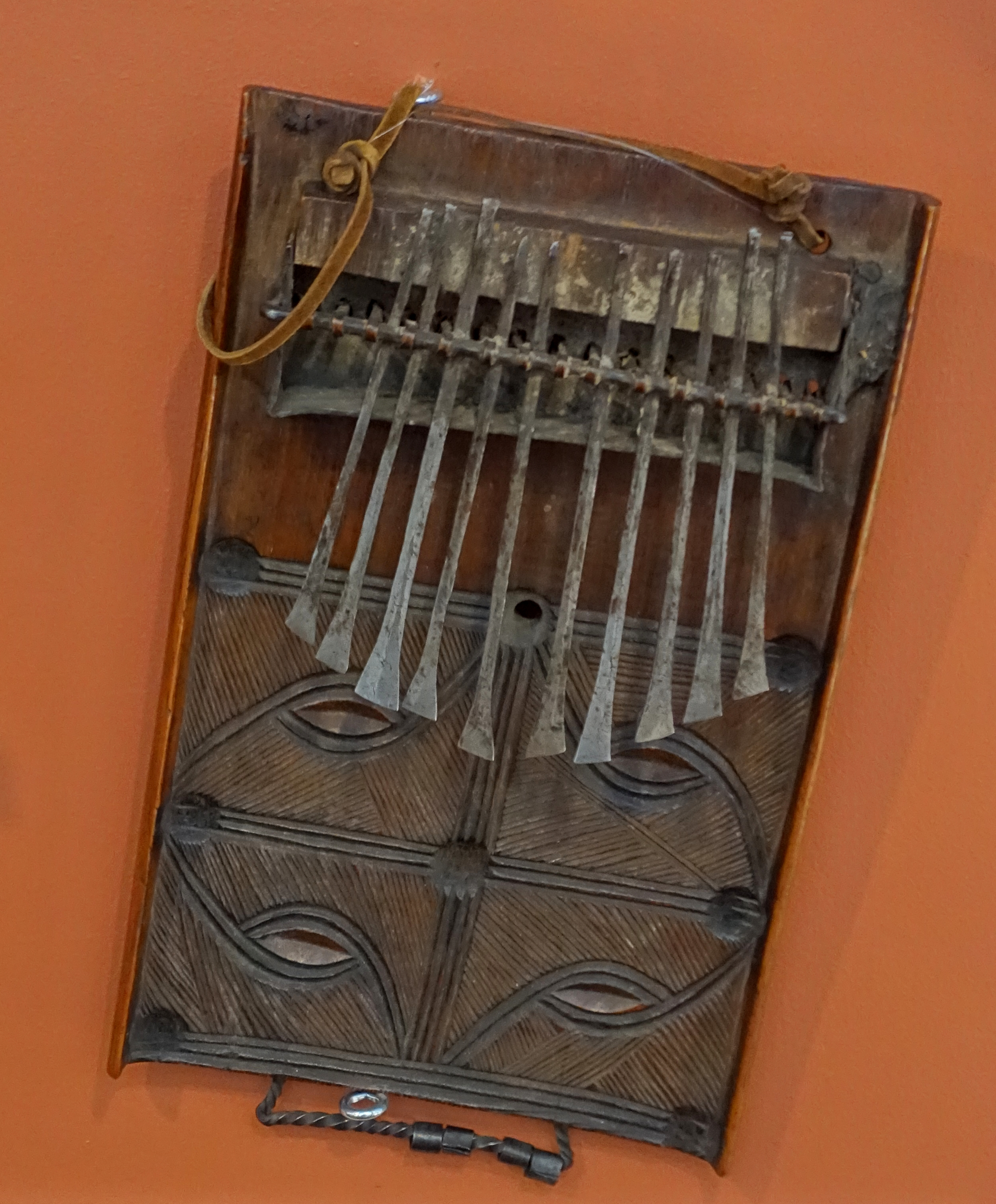
Калимба северных мбунду (Ангола).
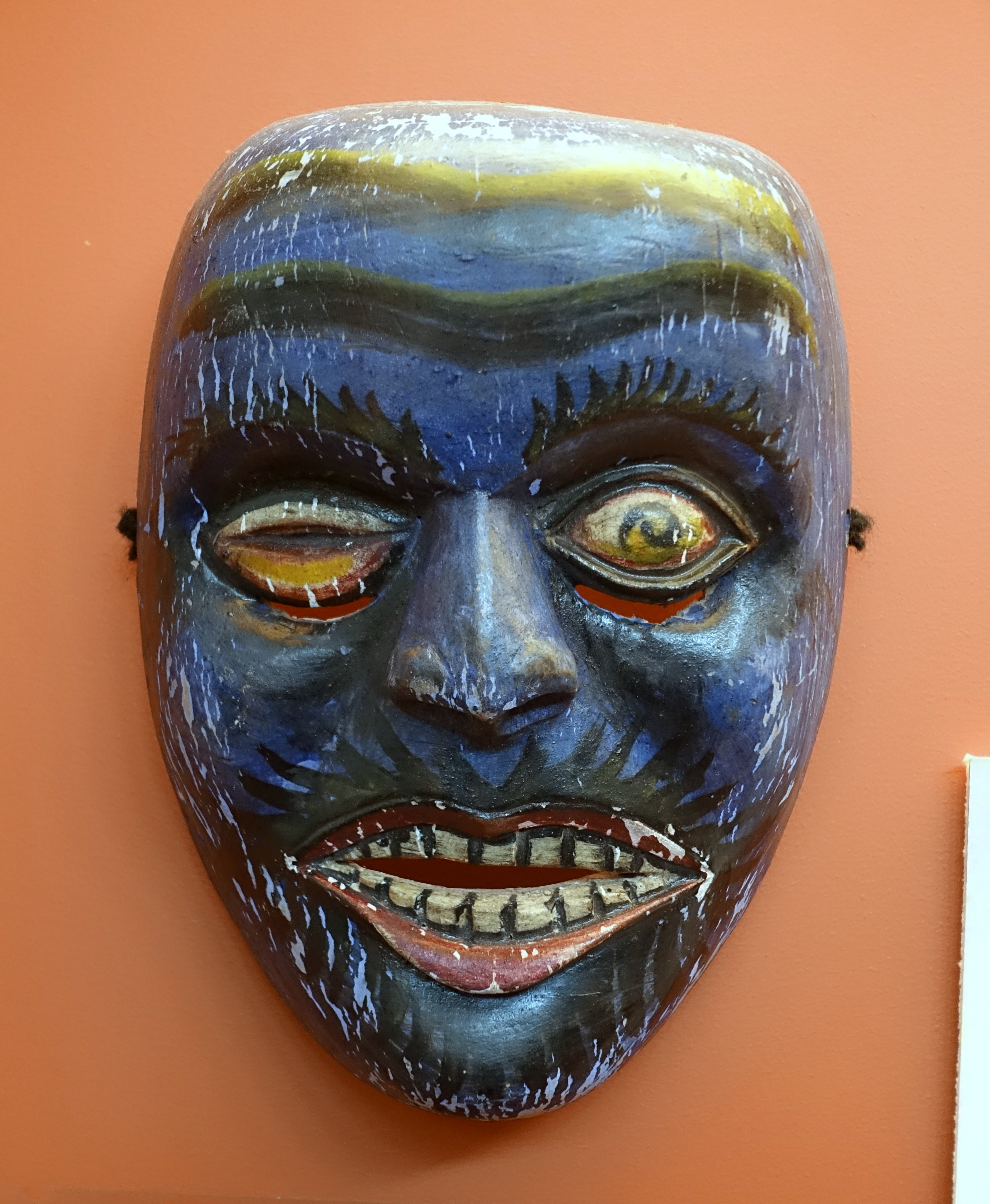
Деревянная маска демона слепоты Кана-Санни-Якка с Шри-Ланки, XIX - XX века.
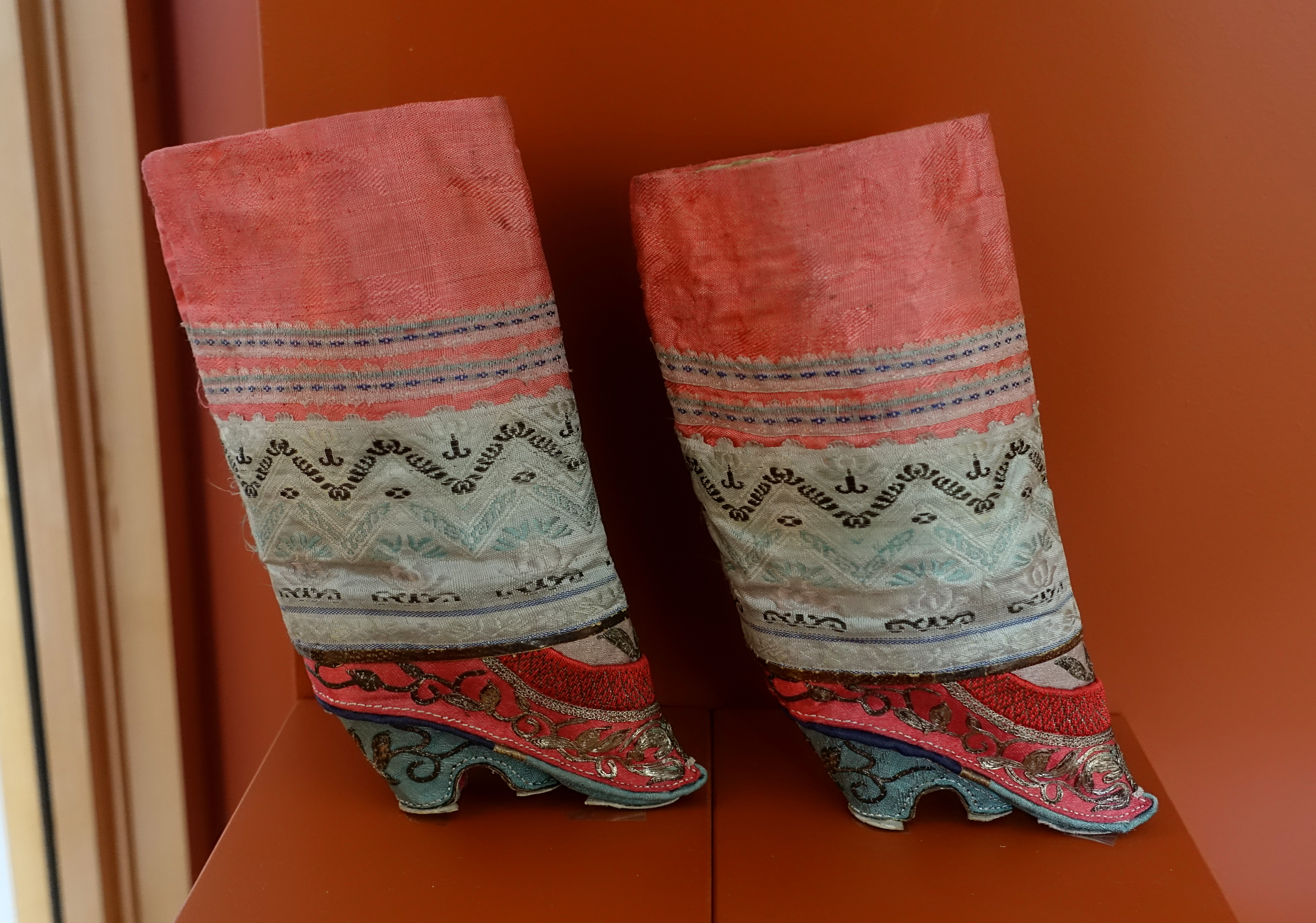
Женские туфли для бинтованных ног. Китай, рубеж XIX - XX веков.
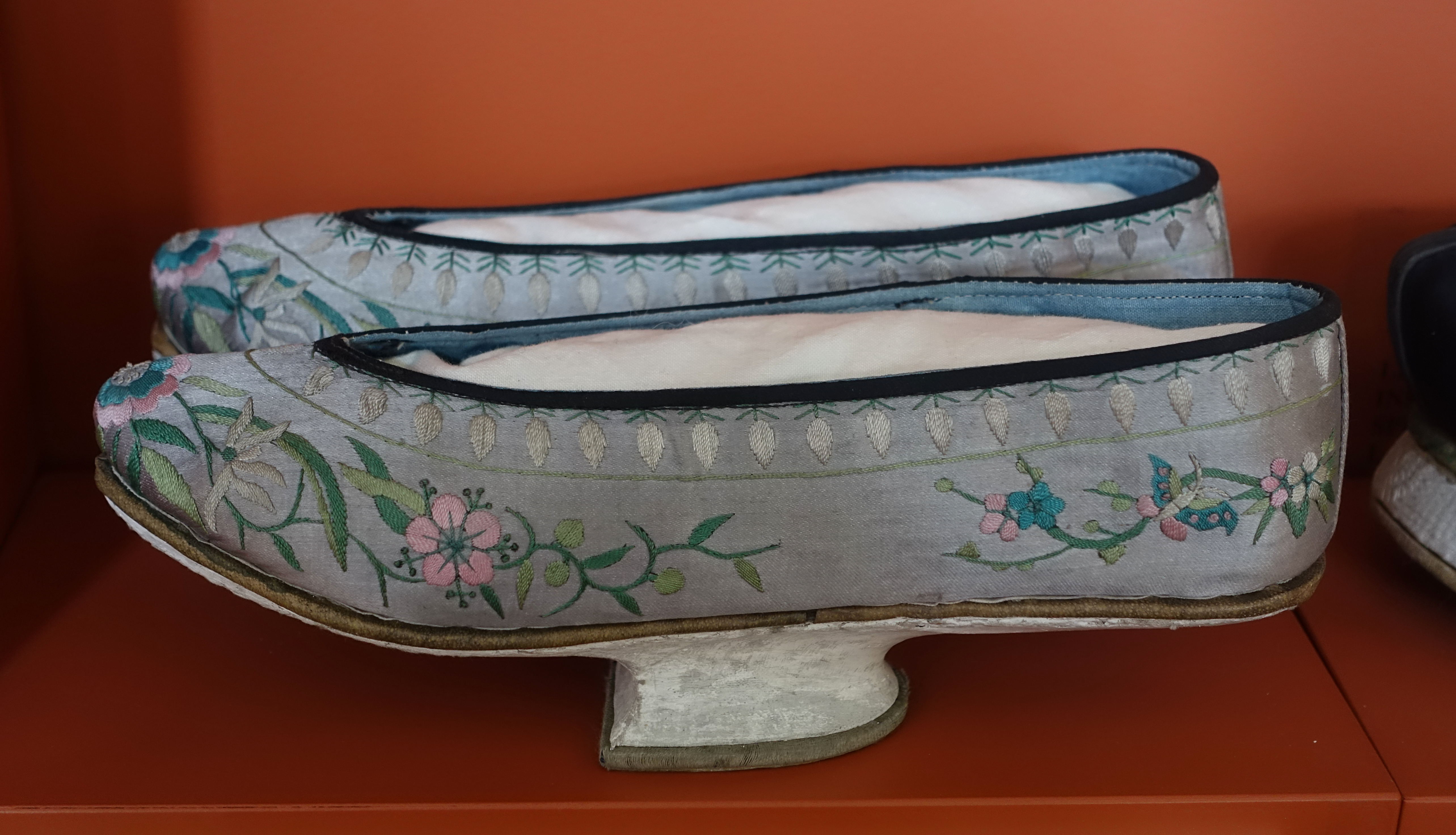
Женские туфли в стиле манчу: хлопок, шёлк, сатин, расписное дерево, кожа. Китай, рубеж XIX - XX веков.

### Отдел палеонтологии
Коллекцию млекопитающих составляют редкие экземпляры видов и скелетов, как малый полосатик, лев, горилла, волк, а также исчезающие и вымершие животные, вроде странствующего голубя и маврикийского дронта (последний представитель вида умер в 1890-х годах).

Экземпляры беспозвоночных впечатляют своим разнообразием — от ракушек Imperial delphinula до двухметрового краба-паука.

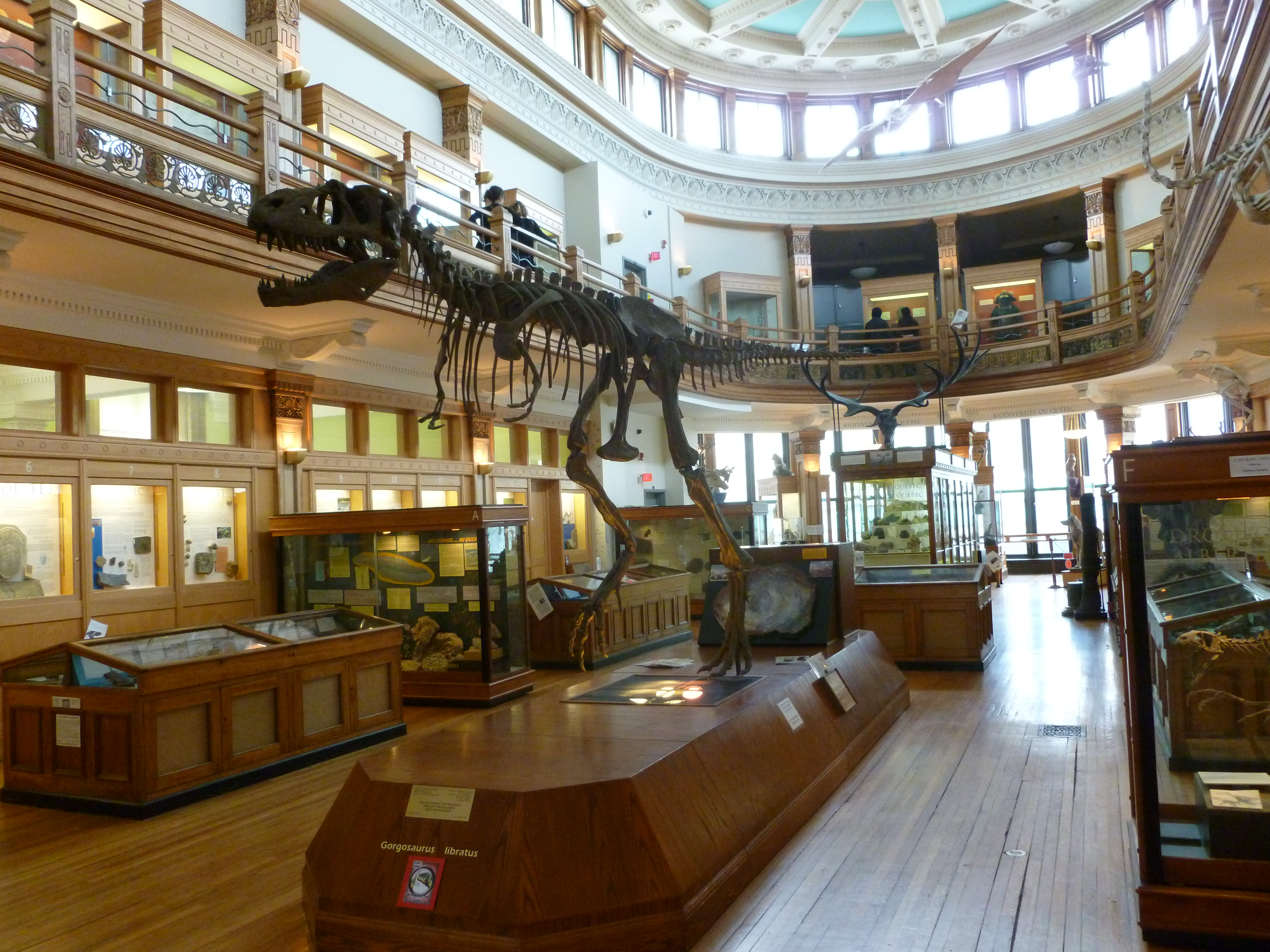
Скелет горгозавра
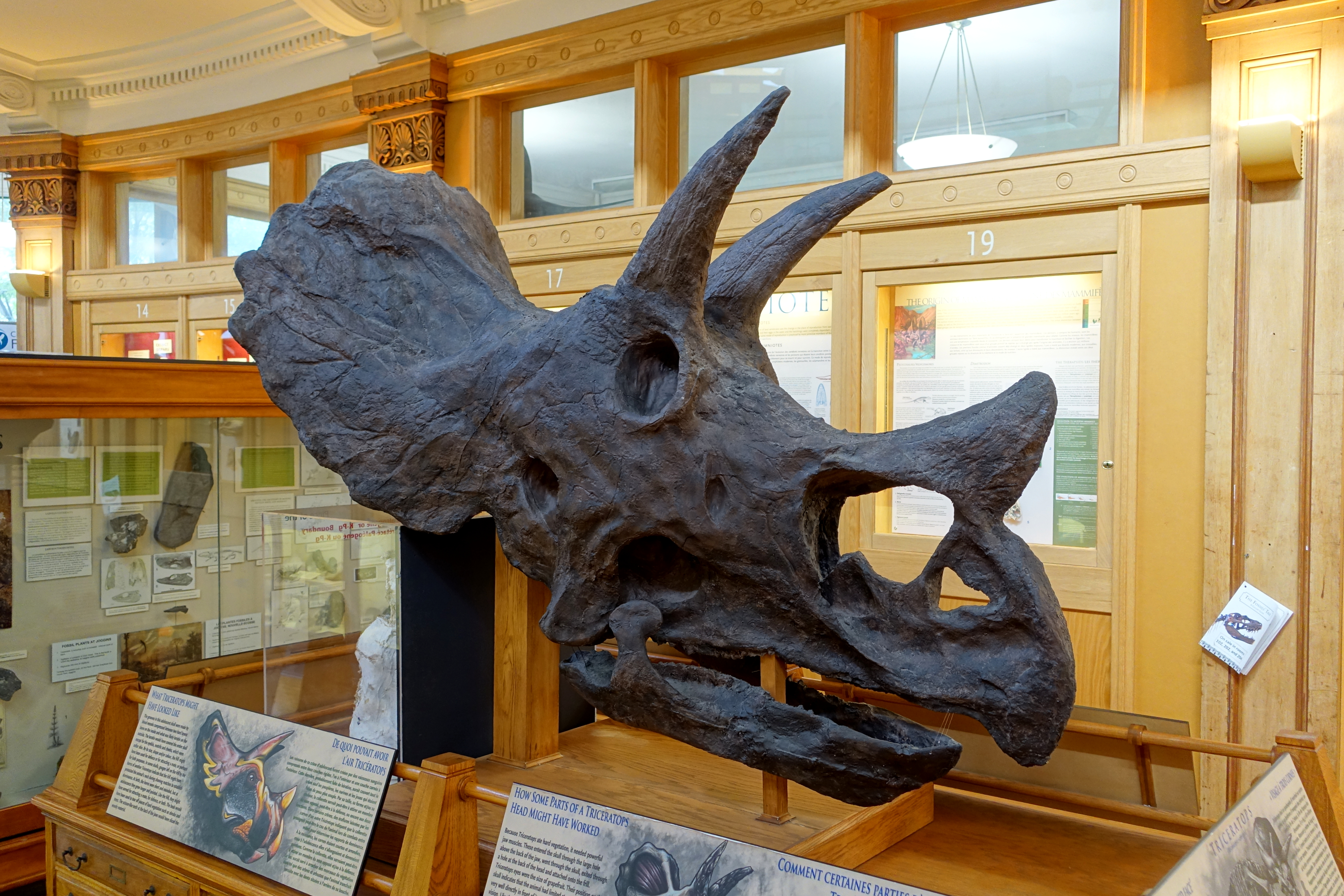
Голова трицератопса
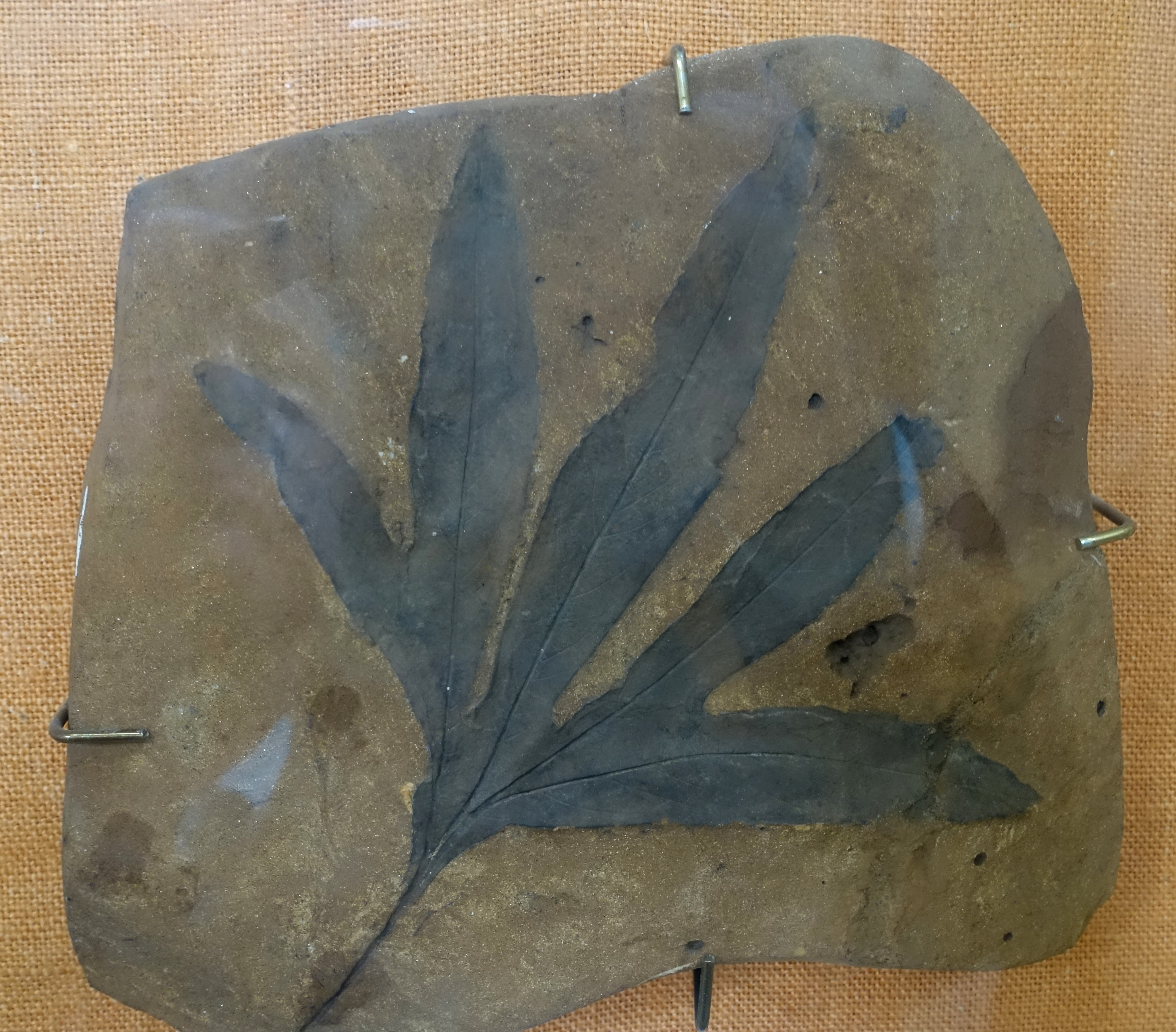
Окаменелость Aralia saportanea
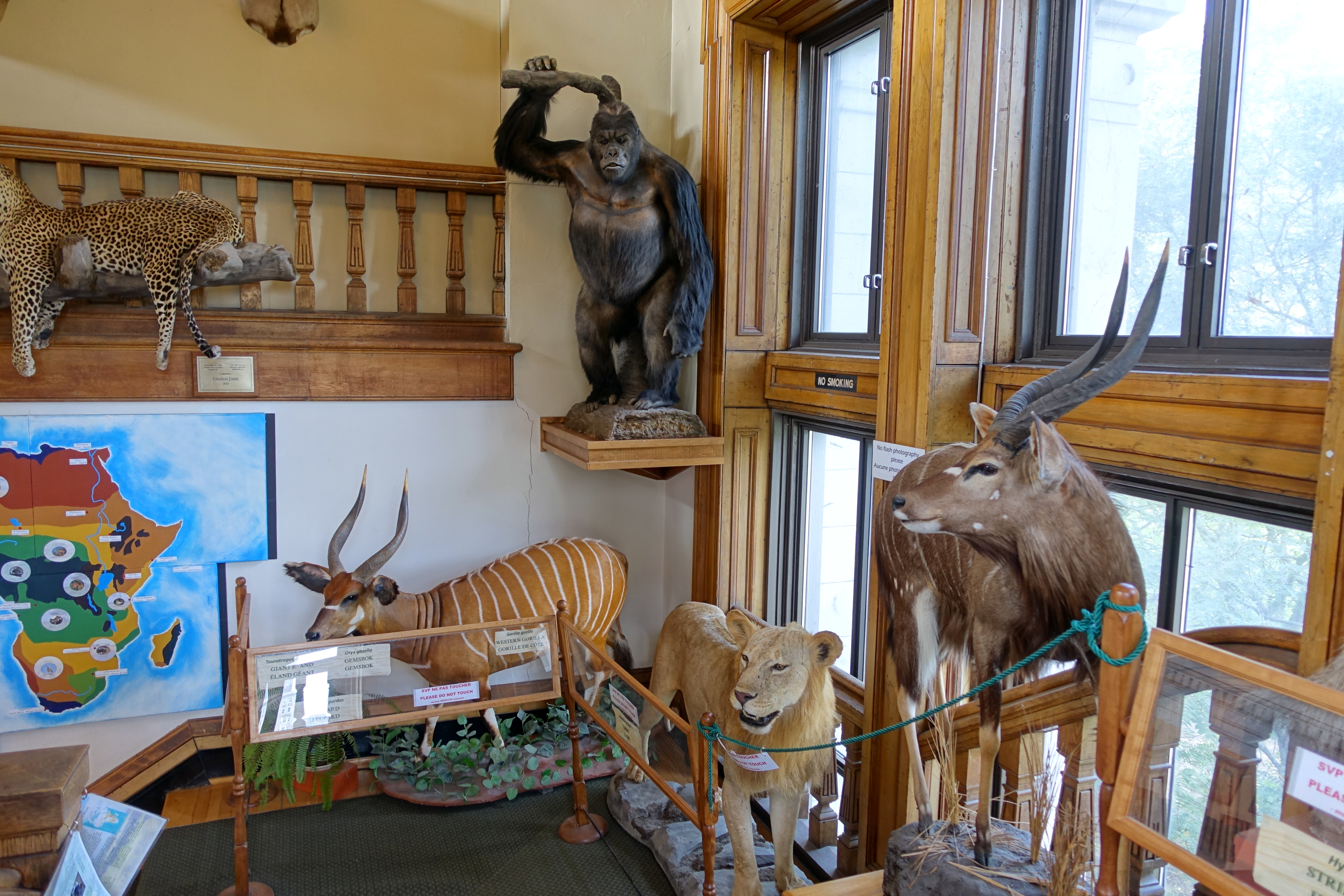
Чучела животных
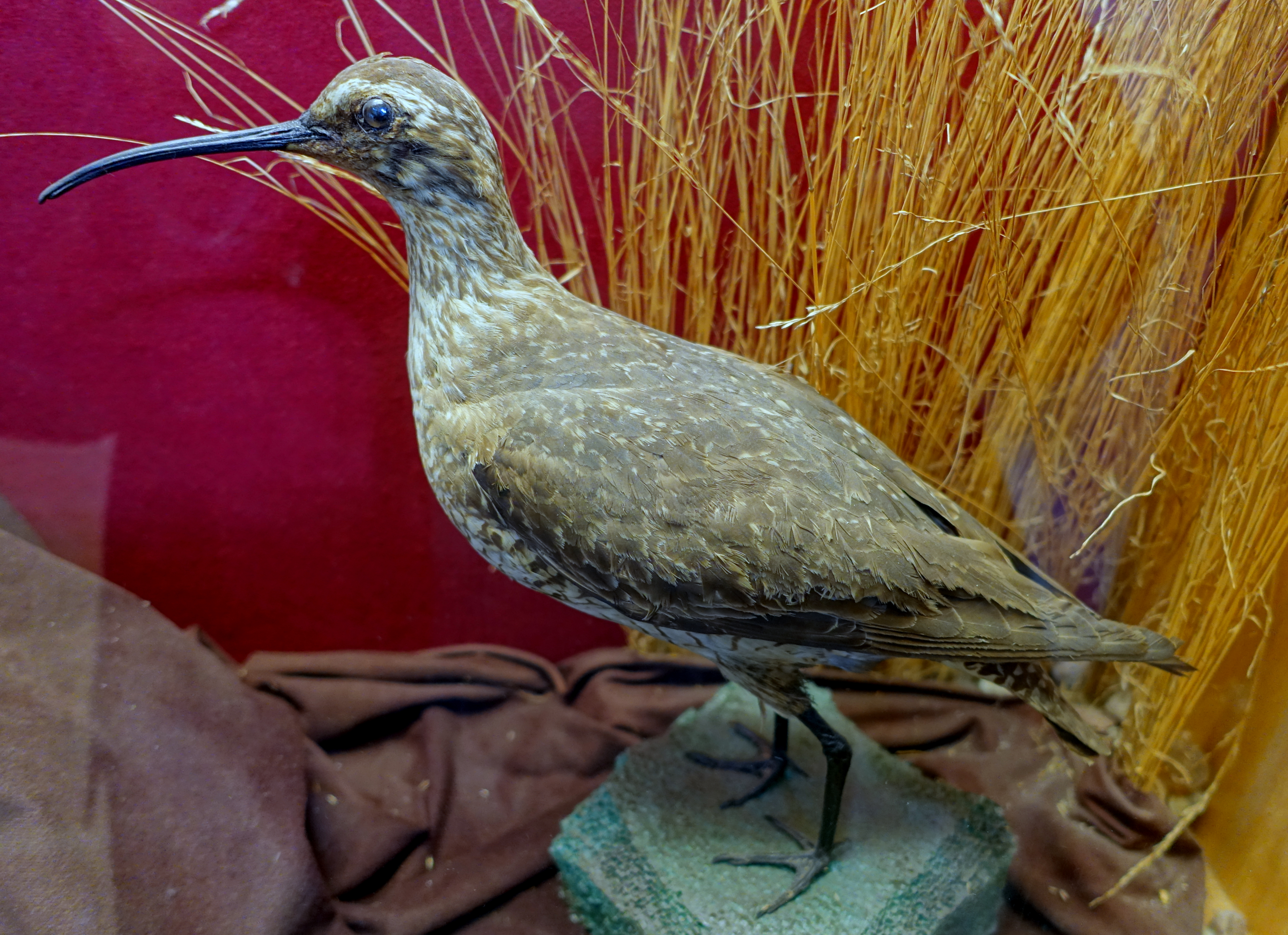
Чучело эскимосского кроншнепа
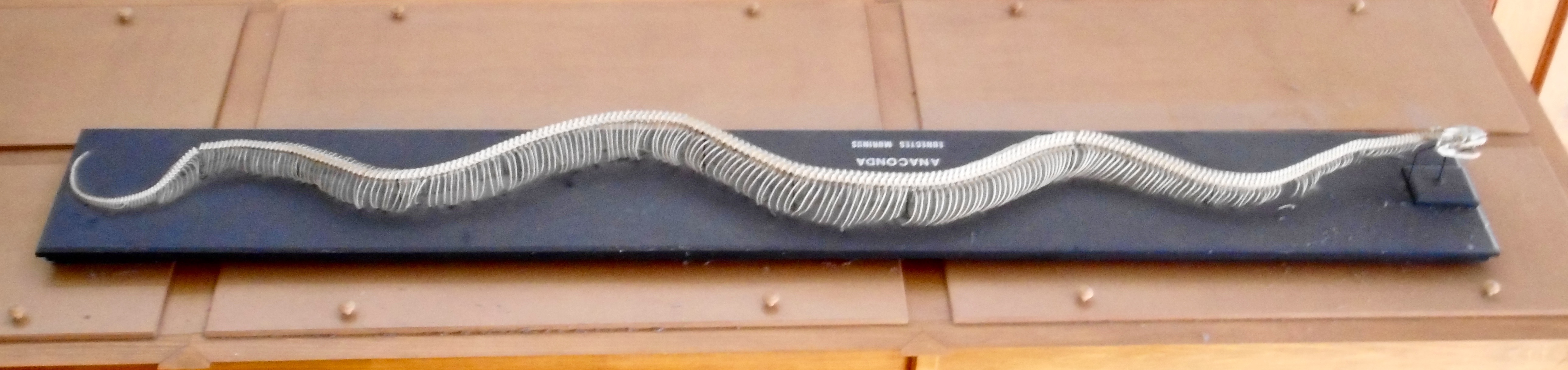
Скелет анаконды

### Отдел минералогии
Богатая коллекция камней и минералов собрана преимущественно на рубеже прошлого века.

## Посещение
Музей открыт по будням с 9 до 17, а в воскресенье - с 11 до 17. Выходные выпадают на субботу и официальные праздничные дни.